# Barx
Barx település Spanyolországban, Valencia tartományban. Barx Simat de la Valldigna, Xeresa, Gandia, Pinet, Valencia és Quatretonda községekkel határos. Lakosainak száma 1498 fő (2024).

## Népesség
A település lakosságának változását az alábbi diagram mutatja:
| Lakosok száma | 1248 | 1423 | 1423 | 1477 | 1335 | 1317 | 1227 | 1277 | 1400 | 1498 |
|               | 2001 | 2004 | 2007 | 2009 | 2012 | 2014 | 2017 | 2019 | 2022 | 2024 |